# شبكة حالة الصدى

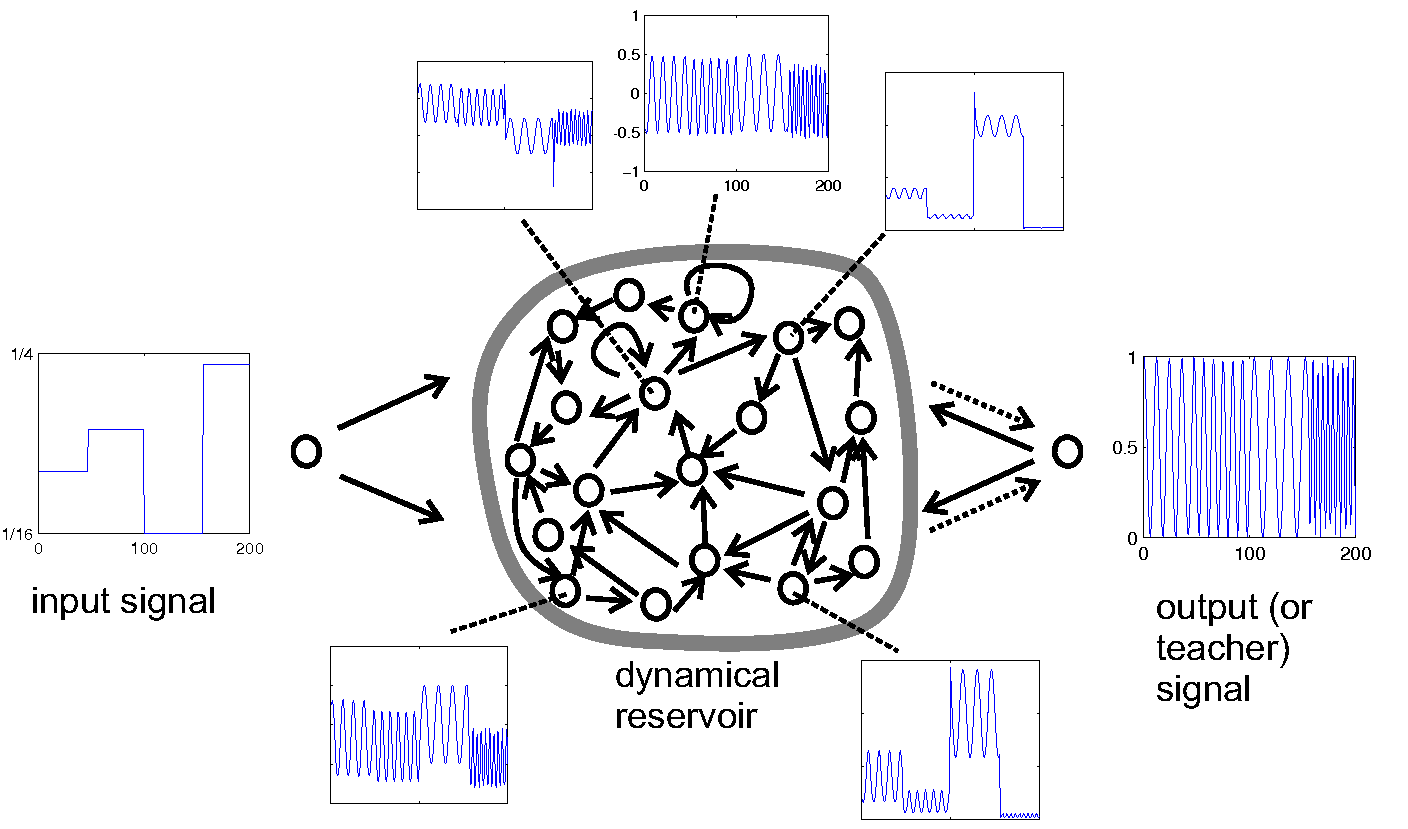
المخطط الأساس لشبكة حالة الصدى

شبكة حالة الصدى هي نوع من حاسوب الاحتياط التي تستخدم شبكة عصبية متكررة مع طبقة مخفية قليلة الاتصال (ذو اتصال بقيمة 1% عادةً). تُصلح اتصالات وأوزان العصب الاصطناعي المخفي وتُعين عشوائيًا. يمكن تعلم أوزان الخلايا العصبية الناتجة حتى تتمكن الشبكة من إنتاج أو إعادة إنتاج أنماط زمنية محددة. الاهتمام الرئيس لهذه الشبكة هو أنه على الرغم من أن سلوكها ليس خطي، إلا أن الأوزان الوحيدة التي تُعدل أثناء التدريب هي للمشابك العصبية التي تربط الخلايا العصبية المخفية بالخلايا العصبية الناتجة. ولذلك فإن دالة الخطأ هي دالة تربيعية فيما يتعلق بمتجه المعلمة ويمكن تفريقها بسهولة إلى نظام خطي.
وبدلاً من ذلك، يمكن للمرء أن يأخذ في الاعتبار صياغة بايزي غير وسيطية لطبقة المخرجات، والتي بموجبها: (1) يُفرض توزيع مسبق على أوزان المخرجات؛ و (2) تُهمّش أوزان المخرجات في سياق توليد التنبؤات في ضوء بيانات التدريب. وُضحت هذه الفكرة في باستخدام البادئات الغوسية، حيث يُحصل على نموذج عملية غاوسي مع وظيفة النواة التي تعتمد على هذه الشبكة. وقد تبين أن مثل هذا الحل يتفوق على شبكات حالة الصدى بمجموعات من الأوزان القابلة للتدريب (المحدودة) في العديد من المعايير.